# SAME

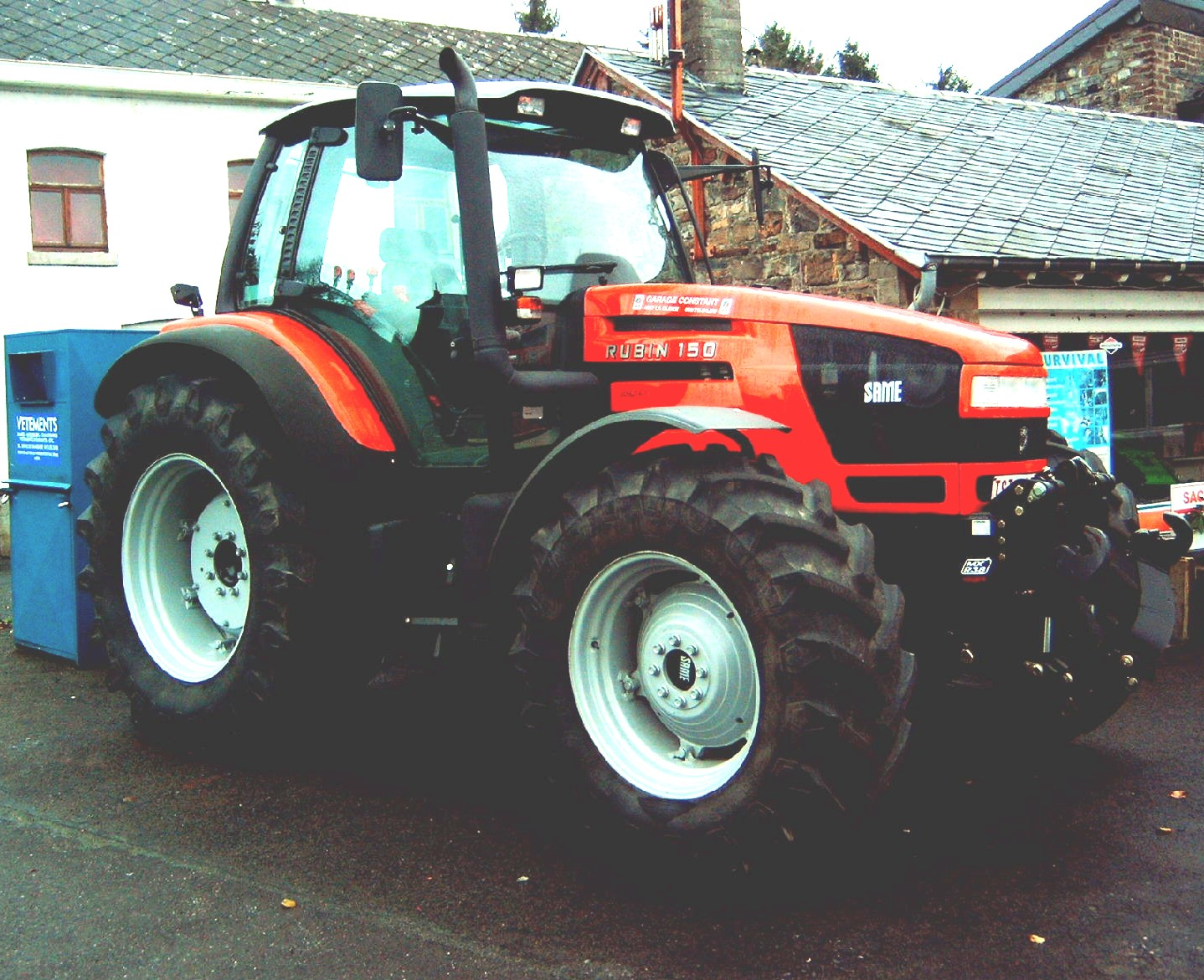
SAME Rubin 150

La SAME, acronyme de Società Accomandita Motori Endotermici, a été fondée en 1942 par les frères Francesco et Eugenio Cassani à Treviglio dans la province de Bergame à l'est de Milan. Elle fait aujourd'hui partie du groupe multinational italien SAME Deutz-Fahr (SDF), auquel appartiennent également les marques Deutz-Fahr, Lamborghini Trattori, Hürlimann, Grégoire et Lamborghini Green Pro.

## Histoire

Le logo de la marque SAME

### De 1927 à l'après-guerre

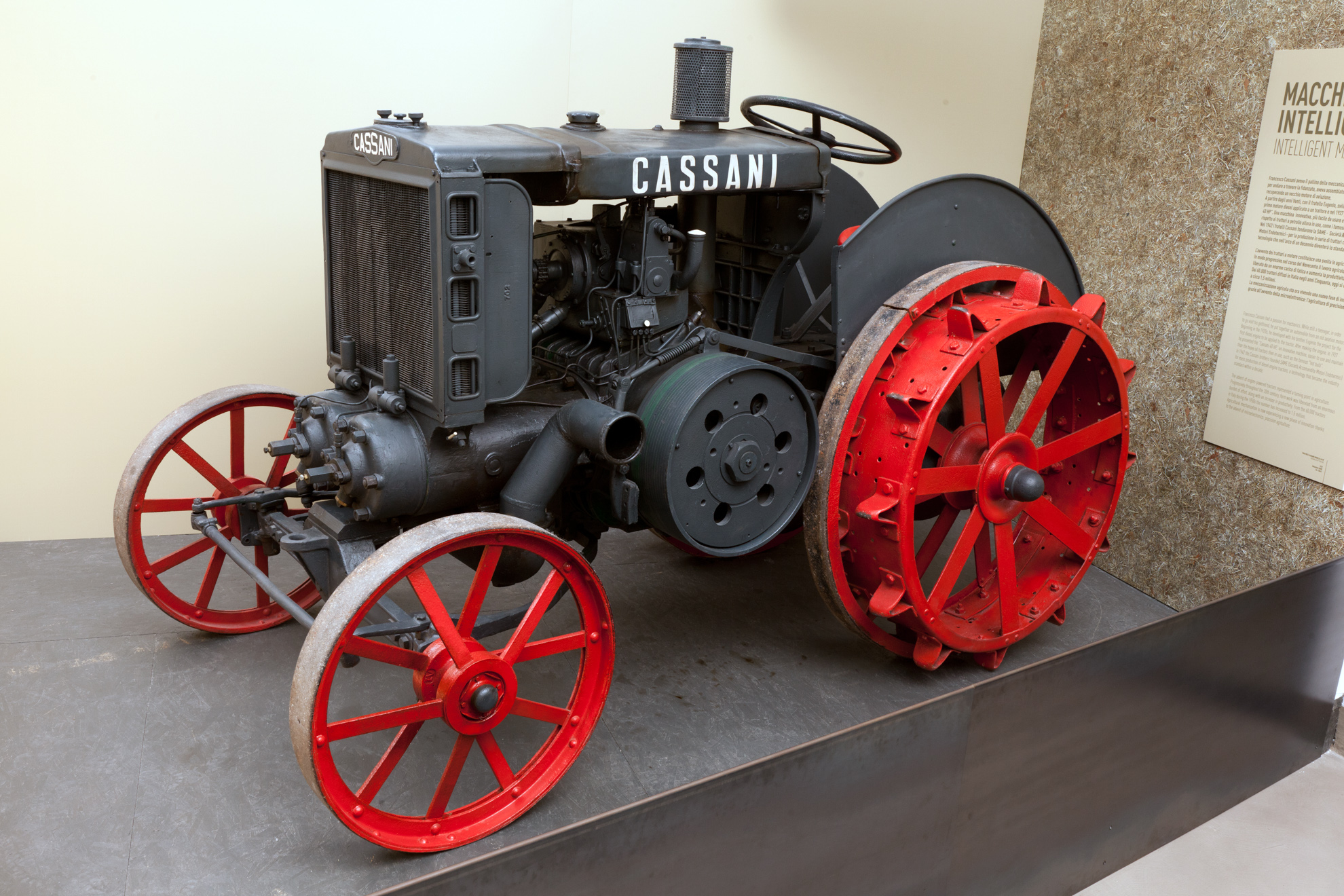
Tracteur Cassani 40HP, Museo nazionale della scienza e della tecnologia Leonardo da Vinci, Milan.

En 1927, les frères Francesco et Eugenio Cassani projettent et construisent un tracteur agricole nommé Cassani 40 HP, entraîné par un moteur Diesel, une forme de propulsion qui depuis les années 1920 avait commencé à trouver une application sur les véhicules industriels, militaires et ferroviaires. Le moteur était un bicylindre horizontal à deux temps d'une cylindrée de 12 723 cm3, délivrant 40 chevaux à 550 tr/min ; doté d'allumage à mèche et démarrage à air avec réservoir sous pression, 4 vitesses (3 AV et 1 AR), il atteignait 15 km/h. Il coûte alors 28.000 lires. Le tracteur conçu par Cassani est vendu sous licence par les "Officine Gaetano Barbieri" de Castel Maggiore.
La nouvelle société SAME, fondée en 1942, fabriquait à l'origine des moteurs à explosion et diesel à usage civil et industriel, des treuils, des grues, des charrues et des pompes à incendie. En 1946 naissent les premiers modèles de faucheuse automatique équipés de moteur à pétrole de 8 Ch.

### De l'après-guerre au boom économique

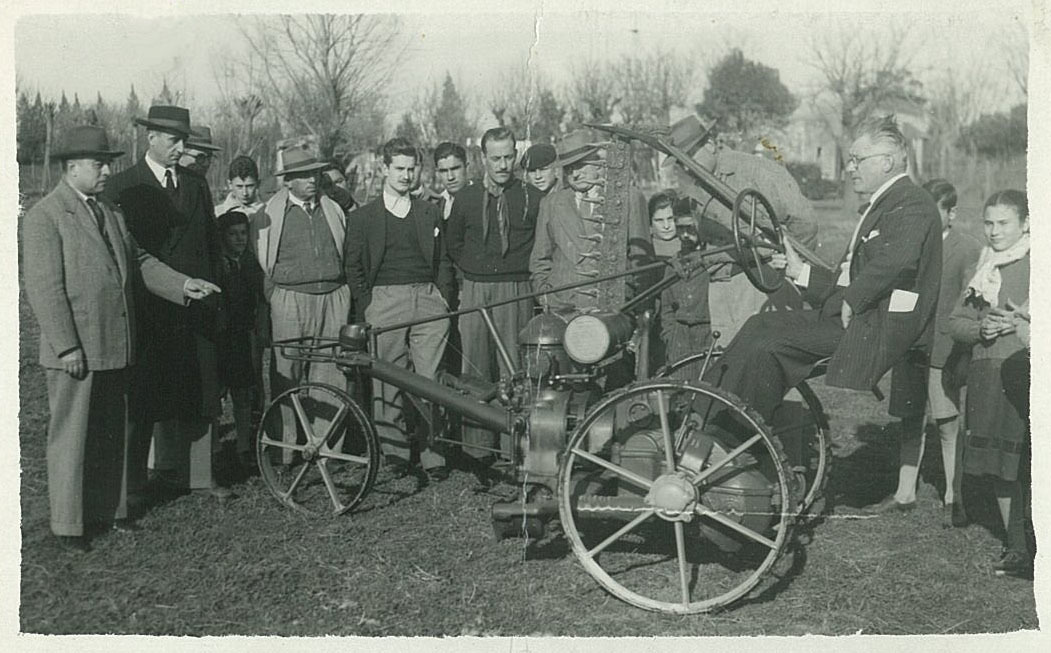
1re faucheuse mécanique SAME (1946)

En 1946, SAME présente au salon de Milan une première faucheuse automatique à trois roues. Sur le moteur alimenté au pétrole, il était possible de brancher d'autres machines et outils agricoles. C'est ainsi qu'est né le premier « tracteur universel » permettant d'affronter le marché dès l'après-guerre.
En 1948 naît le SAME 3R/10, un petit tracteur universel entraîné par un moteur monocylindre à pétrole de 10 Ch ; il se caractérise par deux roues motrices, une unique roue directrice, une voie variable et une conduite réversible. Il est récompensé de la médaille d'or délivrée par l'Académie de l'Agriculture de Turin : le 24 octobre 1948 le "Giornale dell’Agricoltura" le définit "joyau de l'industrie italienne".

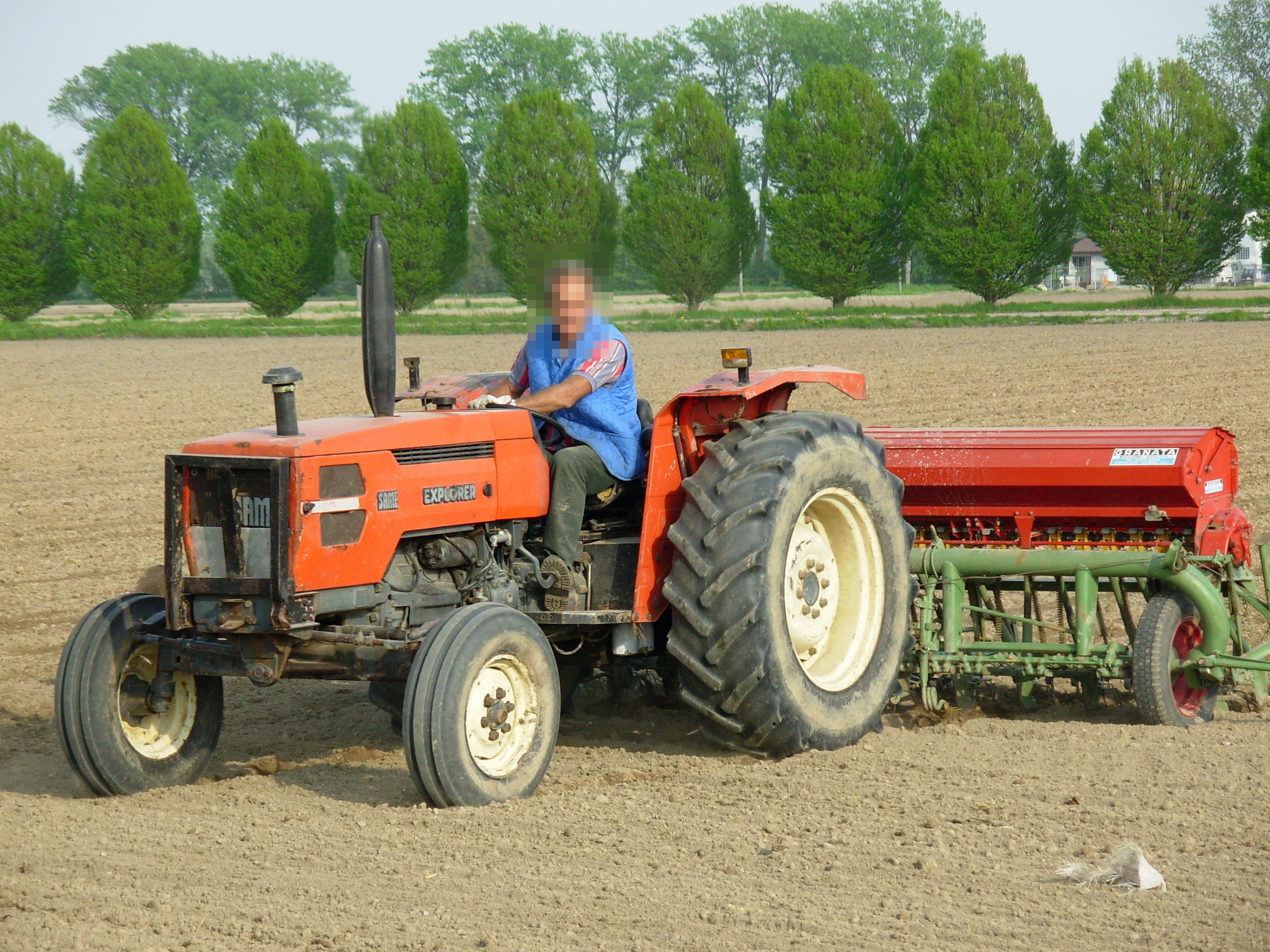
SAME Explorer

En 1950 commence la production des modèles à pétrole. Le SAME 4R/10 de 10 Ch et le 4R/20 de 20 Ch voient ainsi le jour.
En 1952 est lancé le DA 25, le premier tracteur moderne produit à échelle industrielle à traction intégrale, avec un moteur diesel bicylindre délivrant 25 Ch pour 2 280 cm3, 7 rapports et une vitesse de 24,3 km/h. Le sigle DA signifie "Diesel Aria", refroidissement à air, selon la tradition SAME. Ainsi commence la production à l'échelle industrielle des tracteurs à 4 roues motrices, un système original à traction intégrale, dont l'idée avait déjà été étudiée en 1928 par les frères Cassani.
En 1957 est lancé le nouveau DA 30 DT produit en 8 versions qui remplace le DA 25. Au cours de cette période, SAME réalise aussi des outils spéciaux comme charrues (à un ou deux socs, à disques, réversibles), sarcleuses à ressorts, herses à disques, fraises, décapeuses arrière, barres de coupe, remorques basculantes, pompe d’irrigation et tarières. Les premiers modèles du DA 30 DT étaient orange à roues vertes, mais vers la fin des années 1950, tant la carrosserie que les roues deviennent rouge, quant au moteur, il est gris foncé.
En 1958, SAME lance le modèle 240, surnommé tracteur intelligent, en raison du dispositif original SAME de série S.A.C. (Station Automatique de Contrôle), avec contrôle de l'effort sur les bras de levage inférieurs, appliqué au cours des années suivantes à toute la production. Il est doté d'un moteur bicylindre délivrant 42 Ch avec 6 rapports en marche avant, 1 en marche arrière et une vitesse maximale de 28,9 km/h.

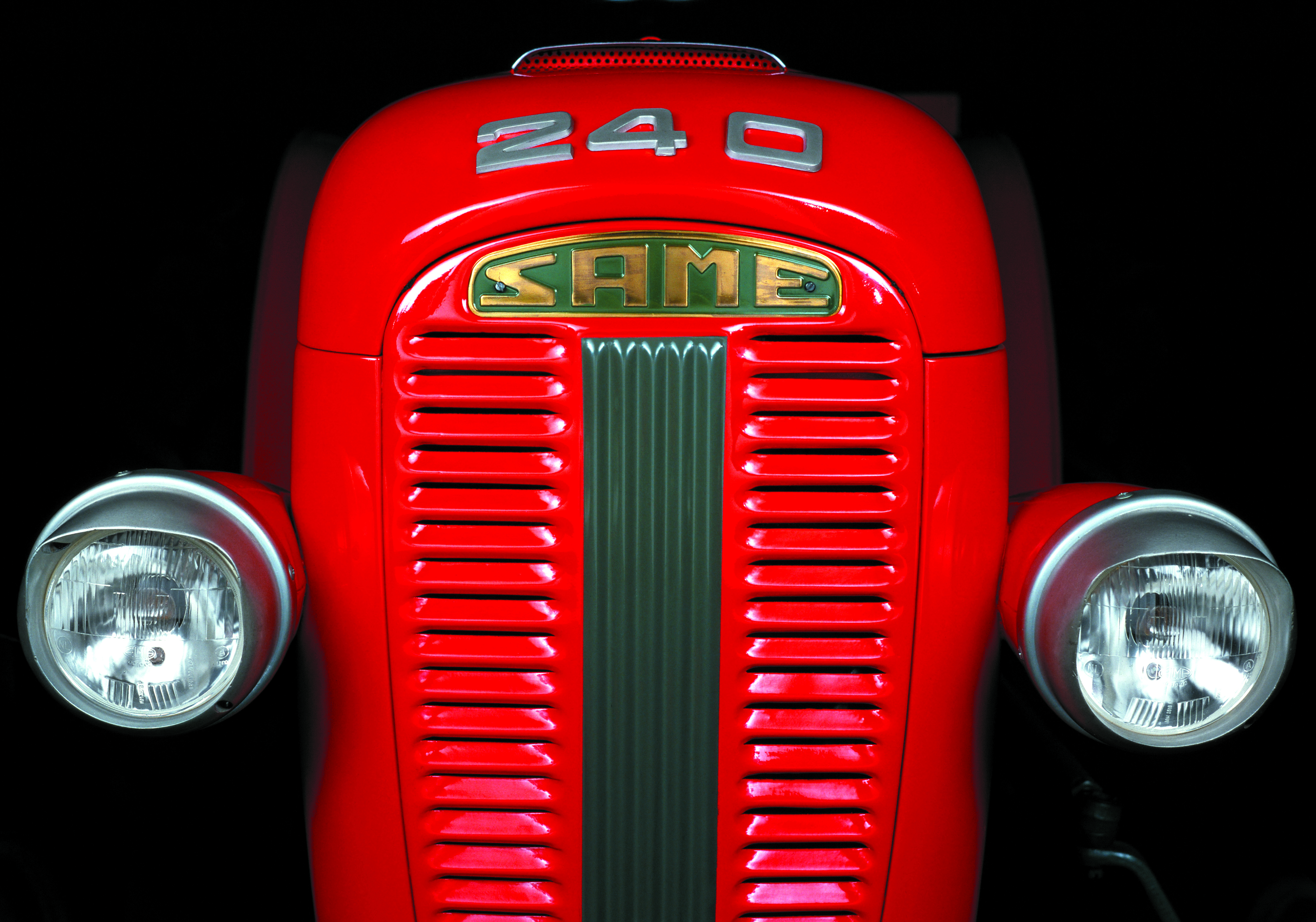
Vue frontale du tracteur SAME 240 de 1959

### La filiale française
En 1952, durant le Salon de la machine agricole de Paris, Francesco Sassani fait la connaissance d'Alphonse Piquand, industriel savoyard qui fabrique des moteurs diesel dans son usine d'Albertville. En 1954, une société est créée entre les deux hommes qui voit la fabrication à Albertville des tracteurs SAME sous licence. Le succès est vite au rendez-vous, aidé par la qualité des matériels. Plus de 500 tracteurs SAME seront vendus en 1955. À la suite du décès brutal d'Alphonse Piquand, SAME reprend à son compte le réseau de distribution et crée sa propre filiale à Maison Alfort. (NDR : Les taxes à l'importation en France de matériels étrangers étaient très dissuasives, à l'époque et le resteront jusqu'aux lourdes sanctions infligées par la Commission européenne... Vouloir vendre ses produits à l'étranger supposait d'accepter que les étrangers puissent vendre les leurs en France, aussi.)
C'est ainsi que plus de 1 000 tracteurs SAME DA 30 seront fabriqués en France, avec le moteur bicylindre refroidi à air de 2 280 cm3) développant 30 Ch,,,.

### Du boom économique à la fin des années 1970
1961 est l'année du Puledro et du Samecar, un tracteur en mesure de travailler la terre et de transporter les produits grâce à une benne de chargement. Parallèlement, on développe une nouvelle ligne de moteurs à 6 et 8 cylindres.
SAME présente au Salon de Vérone de 1965 les nouveaux moteurs en V et les tracteurs Italia V, Atlanta, Sametto V et 450 V. Le design des nouvelles carrosseries représente une autre étape importante, avec le passage des lignes traditionnelles des capots arrondis aux lignes plus droites.
En 1965 est lancée sur le marché la série Centauro avec trois modèles, dotés de moteur à 4 cylindres en V délivrant 55 Ch pour 3 500 cm3, 8 rapports en marche avant, 4 en marche arrière et une vitesse maximale de 34,8 km/h.
En 1972, SAME présente les tracteurs Corsaro 70 et Saturno 80. En 1973 SAME rachète à Ferruccio Lamborghini la société Lamborghini Trattori S.p.A., introduisant dans sa gamme des technologies complémentaires, comme les tracteurs à chenilles et les boîtes synchronisées, que Lamborghini Trattori avait introduites la première sur le marché. En 1979 elle rachète la marque suisse Hürlimann Traktoren, modifiant sa dénomination en "Groupe SLH" (SAME + Lamborghini + Hürlimann) et devenant le second constructeur de tracteurs italien et l'un des premiers sur le marché mondial.

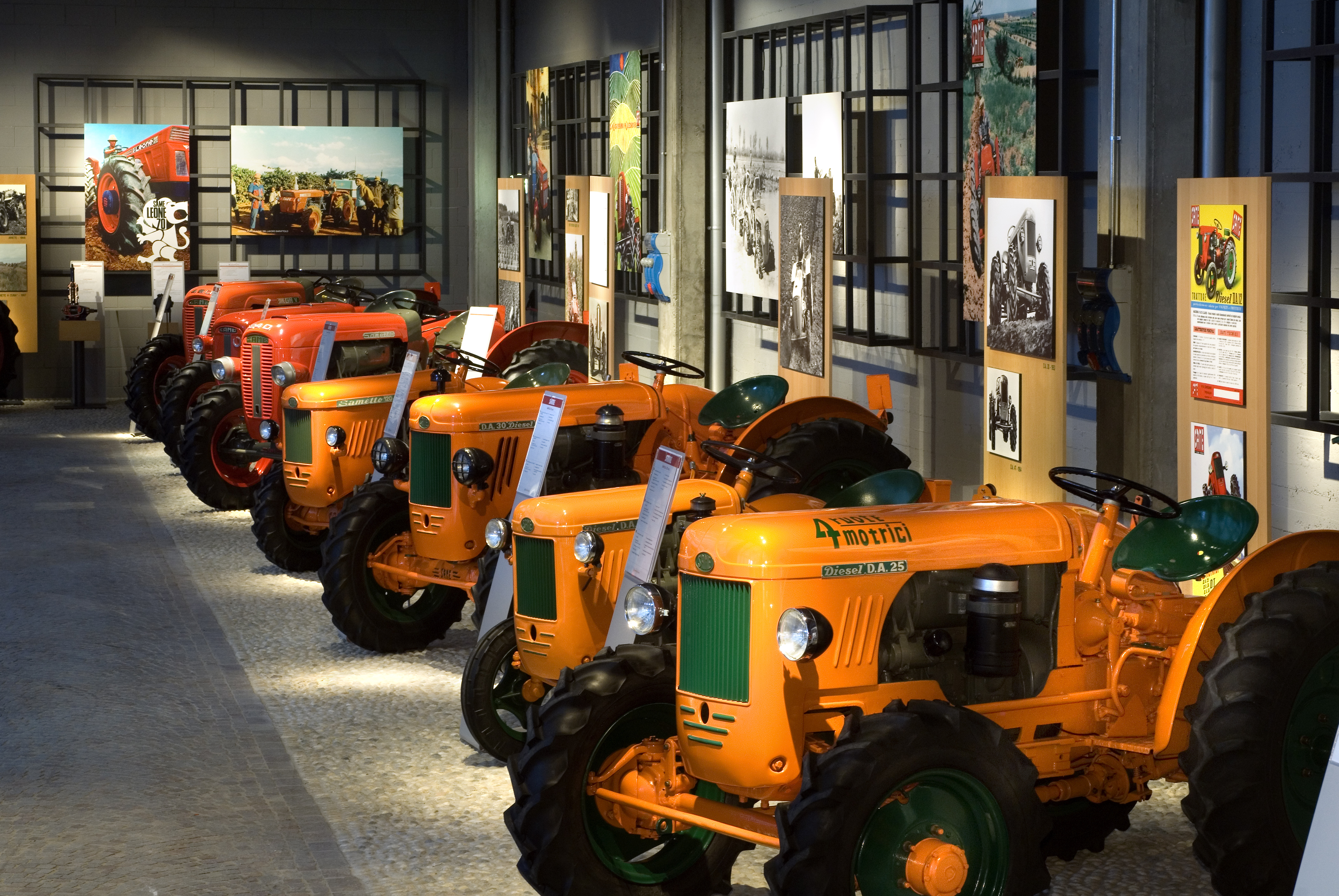
Tracteurs exposés dans le Musée Historique SAME

### Des années 1980 à la fin du siècle
En 1983, SAME lance la gamme SAME Explorer, l'un des plus grands succès dans l'histoire de l'entreprise. C'est le premier tracteur produit en Italie à atteindre une vitesse de 40 km/h et c'est aussi le seul doté de freinage intégral sur les 4 roues.
À la fin des années 1980, parmi les propositions du Groupe SLH, un original système de rétrovision par caméra se démarque : le Twin Vision. Les moteurs SAME font en outre un nouveau bon en termes de qualité et toute la série 1000, conçue avec une extrême attention à la modularité des composants, est équipée du réglage électronique de l'injection.
En 1991, avec la gamme Titan est lancée la transmission Electronic PowerShift, projet pour puissances élevées, tandis le Frutteto II permet la réalisation d'une gamme de tracteurs dédiée aux vergers et aux vignobles.
En 1995, le Groupe SLH rachète la division machines agricoles de "Klöckner-Humboldt-Deutz" Deutz-Fahr. C'est ainsi que le groupe SAME Deutz-Fahr voit le jour.

### LeXXIesiècle
En 1999, SAME porte sur les tracteurs Rubin 200 le système autonivelant Galileo, étudié pour faciliter les travaux en pente, remportant en 2000 le prix "Golden Tractor for the design Millennium Edition".
En 2007, on célèbre le 80e anniversaire du premier tracteur réalisé par Francesco et Eugenio Cassani, le Cassani 40 HP.
Le 12 octobre 2012, SAME fête ses 70 ans dans le siège historique de Treviglio. À cette occasion, la marque italienne annonce de nouveaux investissements et de nouveaux modèles pour le futur, en premier lieu, le « Virtus » (100-110-120-130 Ch) dessiné par Italdesign du célèbre designer Giugiaro.

## Modèles produits
Cassani :
- (1927) Cassani 40 HP

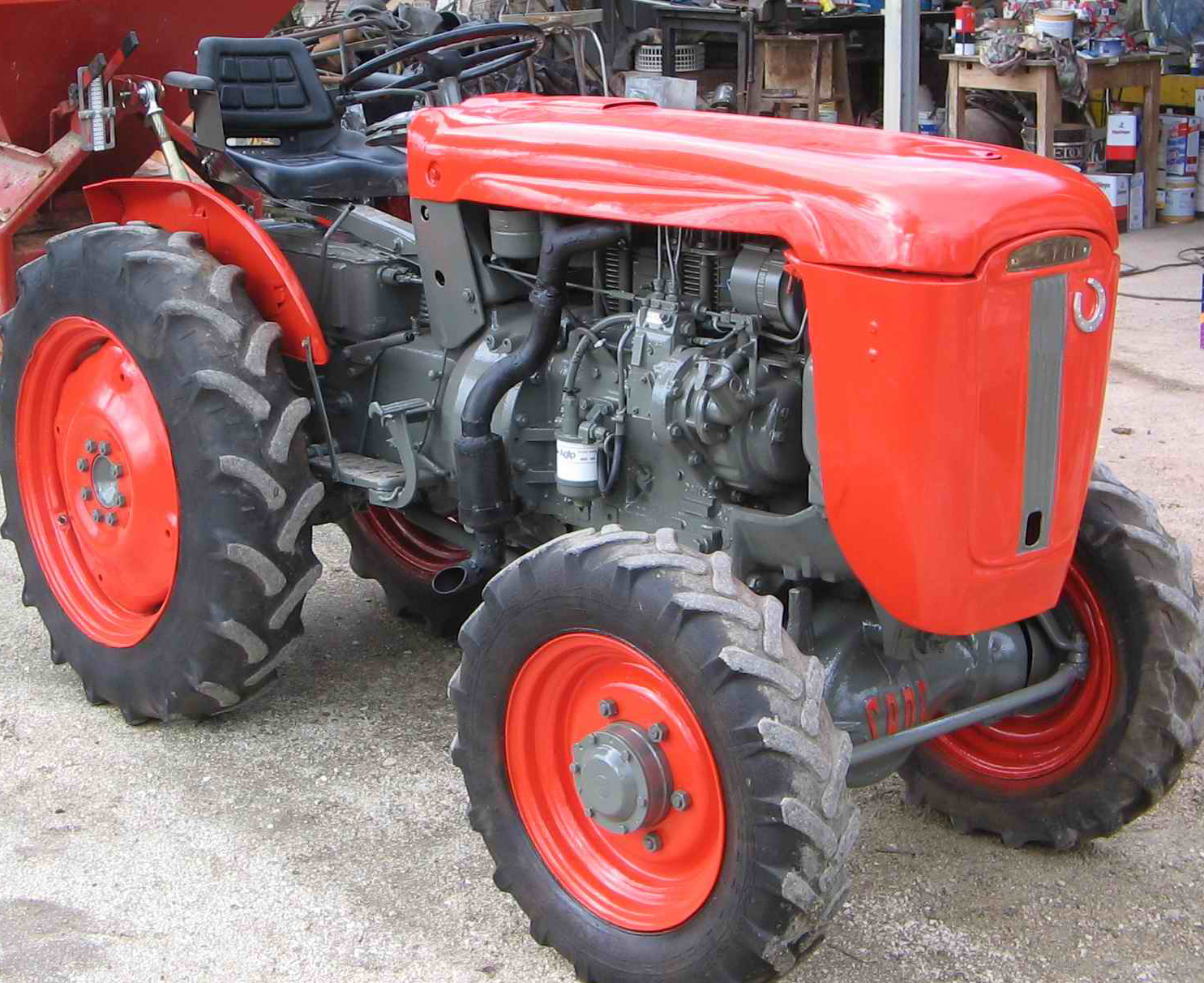
SAME puledro dt vigneto (1961)

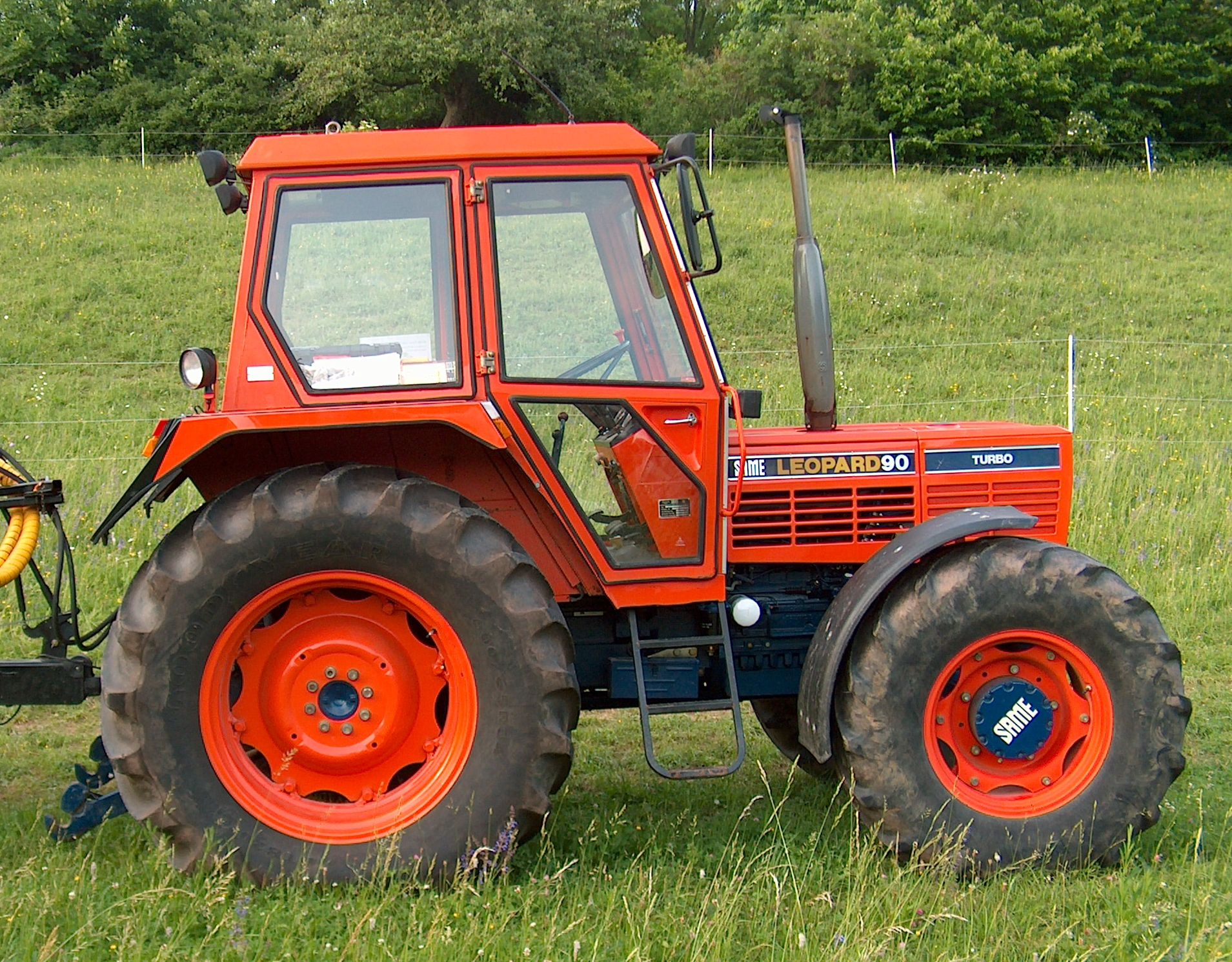
SAME Leopard 90

- (1934) Moteur marin Cassani Diesel en barillet
- (1938-1940) Moteurs diesel en barillet et pistons opposés A4/90 (pour bateaux) et B8/110 (pour avions)
- (1957) Super Cassani Diesel D.A. 47

SAME :
- (1946) Faucheuse automatique 851
- (1948) Tracteur Universel
- (1950) 4R/10
- (1952) D.A.25 DT
- (1953) D.A.38
- (1954) D.A.12 - D.A.55
- (1956) D.A.17 - D.A.57
- (1957) D.A. 30 - Sametto
- (1958) SAC (Station Automatique de Contrôle)
- (1959) 240 DT – 360 – 480 Ariete – Sametto 120
- (1960) Samecar – Puledro
- (1961) 250
- (1965) Italia V – Atlanta 45 - 450 V
- (1966) Centauro 55
- (1967) Leone 70
- (1969) Minitauro 55
- (1968) Ariete
- (1971) Delfino
- (1972) Sirenetta – Saturno – Corsaro – Aurora – Drago
- (1973) Minitauro à chenilles
- (1974) Falcon
- (1975) Falcon à chenilles – Panther
- (1976) Buffalo
- (1977) Tiger
- (1978) Leopard – Panther 90 - Taurus à chenilles
- (1979) Centurion – Leopard à chenilles – Minitaurus – Row Crop – Vigneron – Condor – Tiger Six - Centauro 70
- (1980) Hercules – Condor à chenilles – Jaguar
- (1981) Trident – Mercury
- (1982) Fox
- (1983) Ranger – Explorer
- (1984) Galaxy – Explorer à chenilles
- (1985) Laser
- (1986) Solar
- (1987) Solar à chenilles – Frutteto
- (1989) Aster – Antares
- (1991) Titan
- (1993) Argon – Solaris
- (1994) Silver
- (1995) Rock – Dorado
- (1997) Golden
- (1999) Krypton – Rubin
- (2000) Diamond
- (2001) Argon
- (2002) Silver 160-180 – Iron

## En production
SAME trattori :
- Solaris (35-55 Ch)
- Tiger (65-75 Ch)
- Argon3 (65-75-80 Ch)

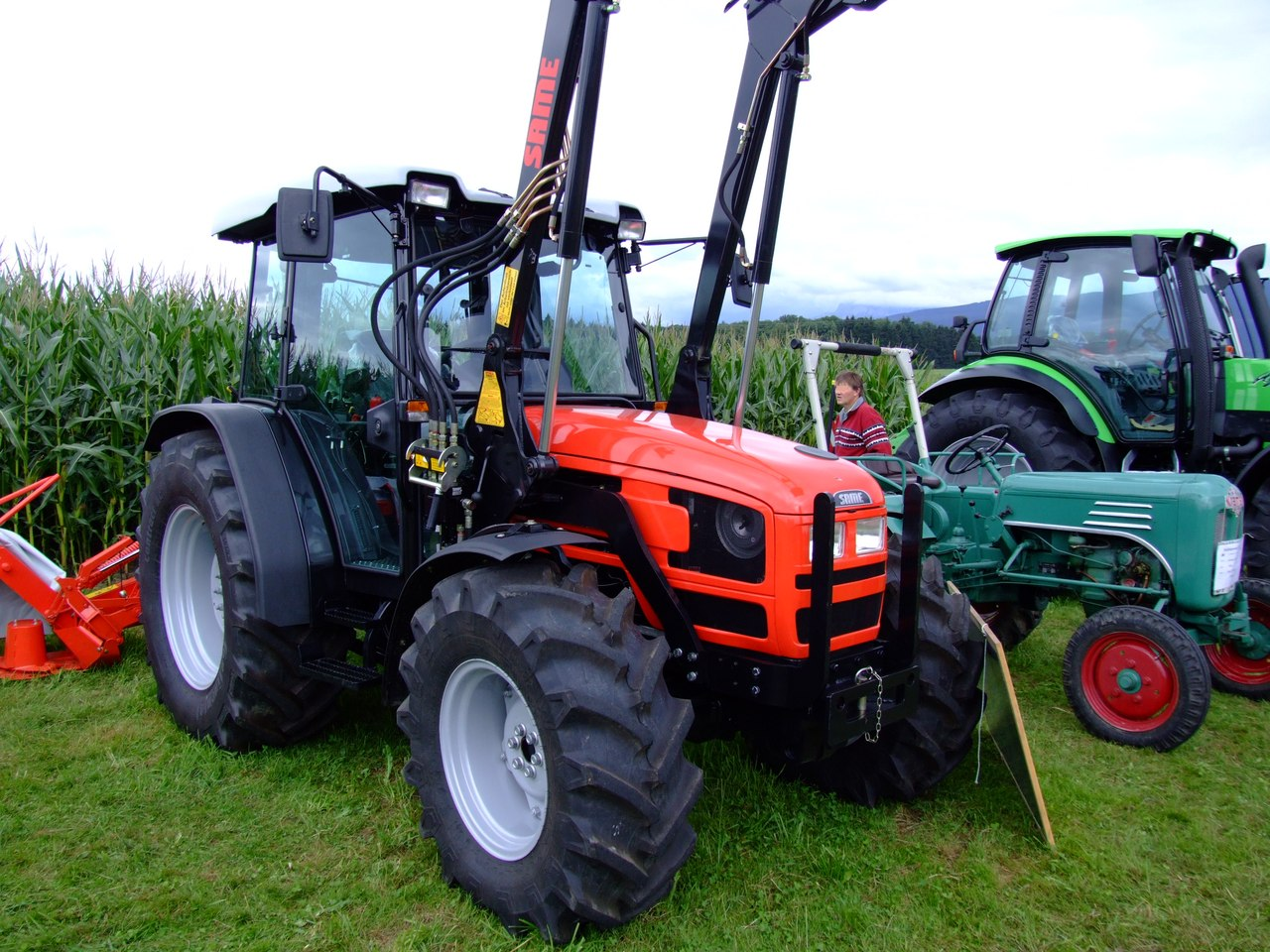
SAME Dorado

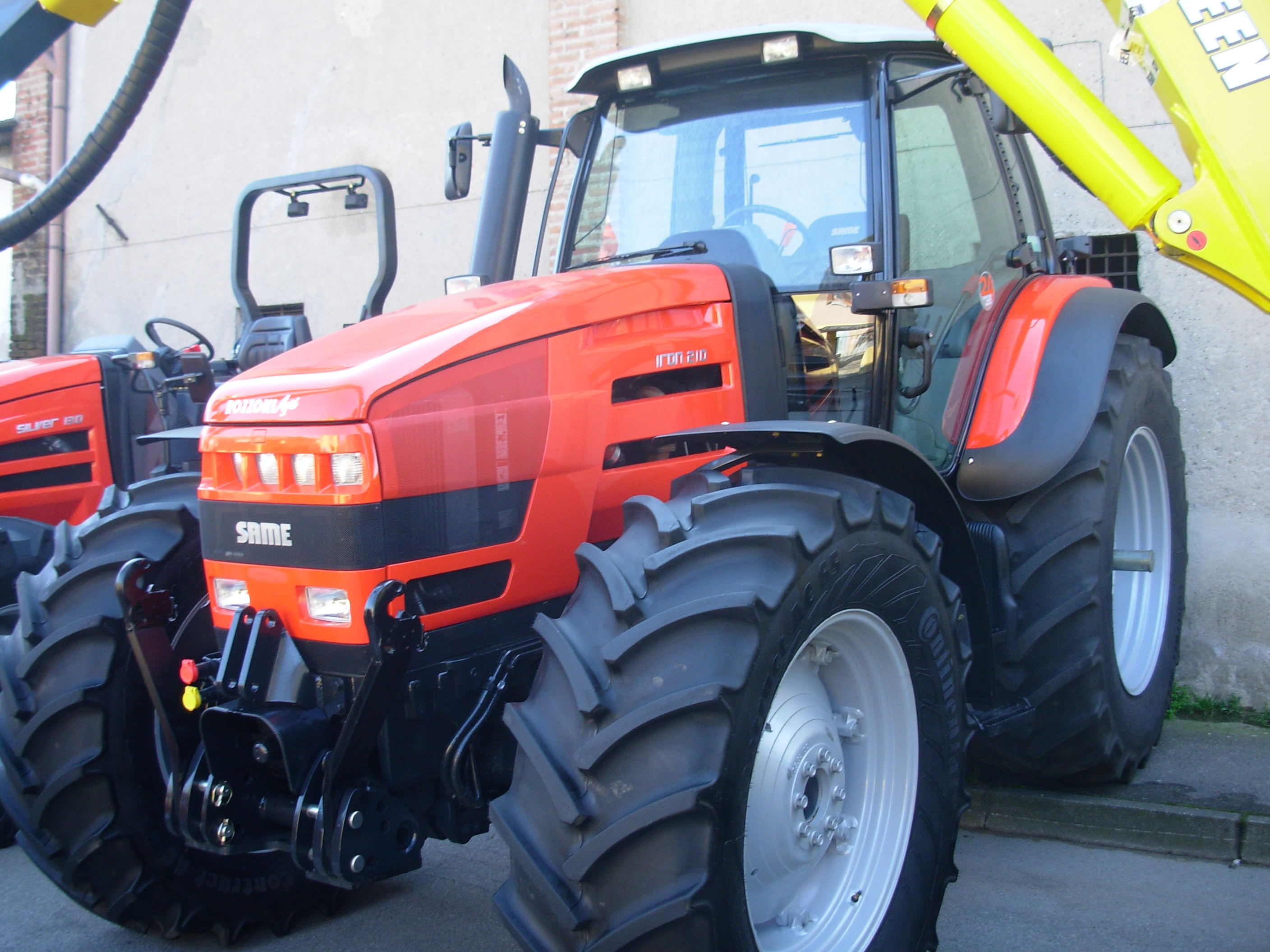
SAME Iron 210

- Dorado Classic (60-70-80-90-90.4 Ch)
- Dorado (70-80-90-90.4-100.4 Ch)
- Frutteto3 Classic (60-70-80-80.4-90-100 Ch)
- Frutteto3 (80-90-100-110 Ch)
- Krypton3 F (90-100 Ch)
- Krypton3 V (80 Ch)
- Krypton3 SIX (110 Ch)
- Explorer (80-90-90.4-100-105.4-115.4 Ch)
- Virtus J (90-100-110-120 Ch)
- Virtus (100-110-120-130 Ch)
- Fortis (120.4-130.4-140.4-140-150.4-150-160.4-160-180-190-210 Ch)
- Audax (200-220 Ch)
- Chargeurs frontaux

## Modèles réduits disponibles

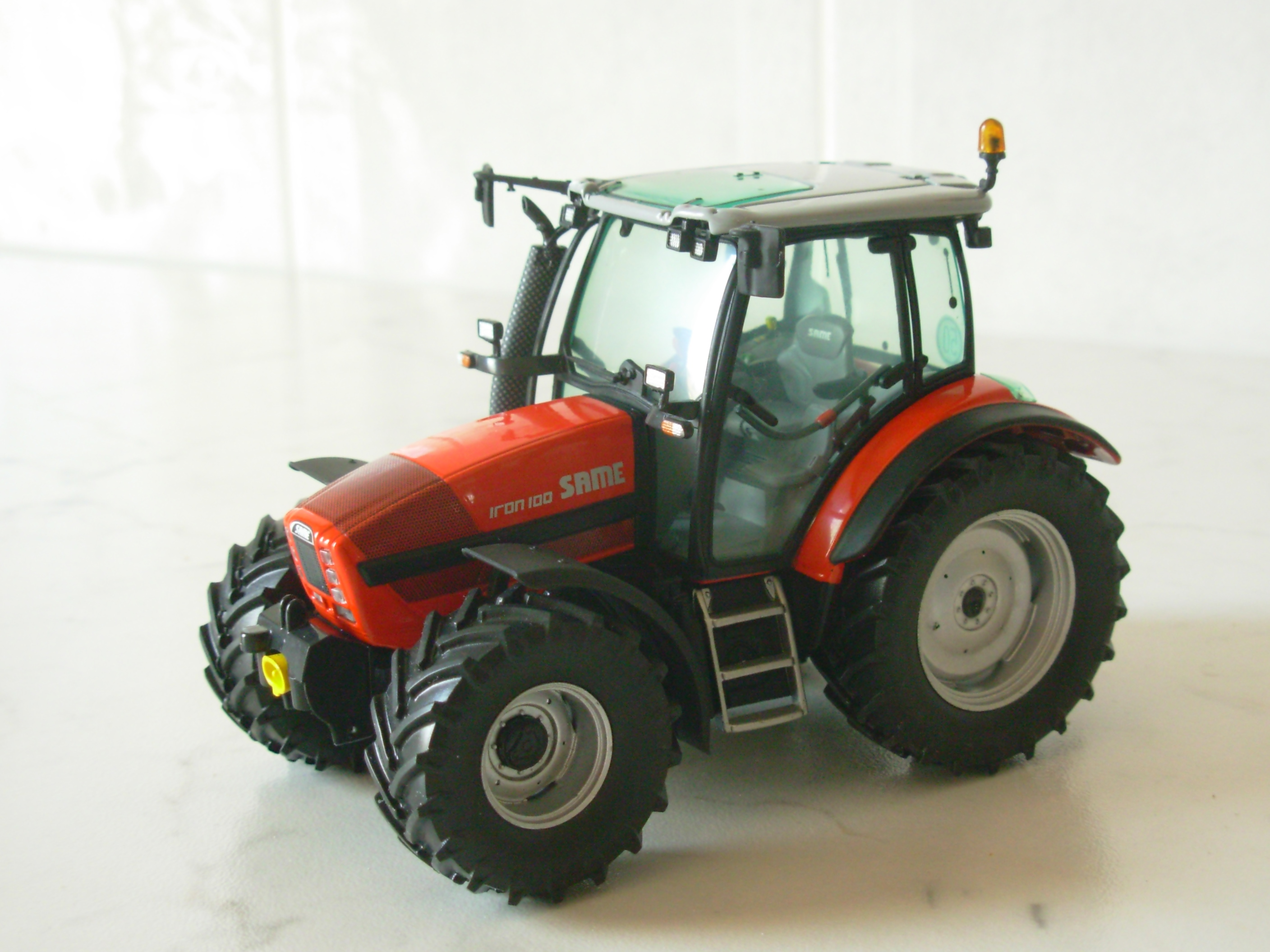
Modèle réduit SAME Iron 100

De nombreux modèles réduits des tracteurs SAME sont disponibles à l'échelle 1:32 et 1:43, réalisés par les plus grandes marques de modélisme comme Ros-Agritec en Italie, Siku en Allemagne et Universal Hobbies en France.
Cassani :
- 40Ch (Ros-Agritec)

SAME :
- D.A.25 (Ros-Agritec)
- Iron 200 (Ros-Agritec)
- Explorer III 100 (Ros-Agritec)
- Iron 100 (Universal Hobbies)
- Titan 190 (Ros-Agritec)
- Explorer (Ros-Agritec)
- 265 (Siku)
- Iron 110 (Siku)
- Diamond 265 (Siku)
- 240DT (Universal Hobbies)
- D.A. 30 DT Trento Universale (Universal Hobbies)
- D.A. 12 (Universal Hobbies)
- Diamond 270 (Bruder)
- Virtus 120 (Universal Hobbies)